# LNFA Serie A 2022
La LNFA Serie A 2022 è la 28ª edizione del campionato di football americano di primo livello, organizzato dalla FEFA.

## Squadre partecipanti
| Club                   | Città                     | Stadio | Sponsor ufficiale | Risultato nella stagione 2021 |
| ---------------------- | ------------------------- | ------ | ----------------- | ----------------------------- |
| Badalona Dracs         | Badalona                  |        | Lidertel          |                               |
| Barberá Rookies        | Barberà del Vallès        |        |                   |                               |
| Fuengirola Potros      | Fuengirola                |        |                   |                               |
| Gijón Mariners         | Gijón                     |        |                   |                               |
| Las Rozas Black Demons | Las Rozas de Madrid       |        | LG OLED           |                               |
| L'Hospitalet Pioners   | L'Hospitalet de Llobregat |        |                   |                               |
| Mallorca Voltors       | Palma di Maiorca          |        |                   |                               |
| Murcia Cobras          | Murcia                    |        |                   |                               |
| Osos de Rivas          | Rivas-Vaciamadrid         |        |                   |                               |
| Zaragoza Hurricanes    | Saragozza                 |        |                   |                               |

## Stagione regolare

### Calendario

#### 1ª giornata
| L'Hospitalet de Llobregat 15 gennaio 2022, ore 15:00 | L'Hospitalet Pioners | 3 – 48 referto | Badalona Dracs | Stadio de la Feixa Llarga |

| Rivas-Vaciamadrid 15 gennaio 2022, ore 15:00 | Osos de Rivas | 34 – 17 referto | Gijón Mariners | Polideportivo Cerro del Telégrafo |

| Las Rozas de Madrid 15 gennaio 2022, ore 17:00 | Las Rozas Black Demons | 13 – 17 referto | Murcia Cobras | Campo de Rugby El Cantizal |

| Saragozza 16 gennaio 2022, ore 12:00 | Zaragoza Hurricanes | 41 – 35 referto | Mallorca Voltors | CDM David Cañada |

#### 2ª giornata
| Las Rozas de Madrid 22 gennaio 2022, ore 17:00 | Las Rozas Black Demons | 13 – 16 referto | Osos de Rivas | Campo de Rugby El Cantizal |

| Murcia 22 gennaio 2022, ore 17:00 | Murcia Cobras | 47 – 14 referto | Fuengirola Potros | Estadio José Barnés |

| Saragozza 23 gennaio 2022, ore 12:00 | Zaragoza Hurricanes | 48 – 56 referto | L'Hospitalet Pioners | CDM David Cañada |

| Sa Vileta-Son Rapinya 23 gennaio 2022, ore 12:00 | Mallorca Voltors | 0 – 47 referto | Barberá Rookies | Polideportivo Municipal de Son Moix |

#### 3ª giornata
| Barberà del Vallès 5 febbraio 2022, ore 15:00 | Barberá Rookies | 63 – 21 referto | L'Hospitalet Pioners | Instal·lacions de Can Llobet |

| Gijón 5 febbraio 2022, ore 15:00 | Gijón Mariners | 3 – 49 referto | Las Rozas Black Demons | Complejo Deportivo Las Mestas |

| Badalona 6 febbraio 2022, ore 11:00 | Badalona Dracs | 49 – 7 referto | Zaragoza Hurricanes | Camp Municipal de Montigalà |

#### 4ª giornata
| Rivas-Vaciamadrid 12 febbraio 2022, ore 15:00 | Osos de Rivas | 35 – 0 referto | Murcia Cobras | Polideportivo Cerro del Telégrafo |

| L'Hospitalet de Llobregat 12 febbraio 2022, ore 15:00 | L'Hospitalet Pioners | 3 – 28 referto | Mallorca Voltors | Stadio de la Feixa Llarga |

| Barberà del Vallès 13 febbraio 2022, ore 11:00 | Barberá Rookies | 35 – 20 referto | Badalona Dracs | Instal·lacions de Can Llobet |

| Fuengirola 13 febbraio 2022, ore 12:00 | Fuengirola Potros | 27 – 30 referto | Gijón Mariners | Polideportivo Elola |

#### Recuperi 1
| Fuengirola 20 febbraio 2022, ore 12:00 | Fuengirola Potros | 0 – 41 referto | Osos de Rivas | Polideportivo Elola |

#### 5ª giornata
| Murcia 26 febbraio 2022, ore 17:00 | Murcia Cobras | 16 – 19 referto | Gijón Mariners | Estadio José Barnés |

| Las Rozas de Madrid 26 febbraio 2022, ore 17:00 | Las Rozas Black Demons | 48 – 13 referto | Fuengirola Potros | Campo de Rugby El Cantizal |

| Sa Vileta-Son Rapinya 27 febbraio 2022, ore 11:00 | Mallorca Voltors | 13 – 35 referto | Badalona Dracs | Polideportivo Municipal de Son Moix |

| Saragozza 27 febbraio 2022, ore 12:00 | Zaragoza Hurricanes | 6 – 48 referto | Barberá Rookies | CDM David Cañada |

#### 6ª giornata
| Gijón 5 marzo 2022, ore 12:00 | Gijón Mariners | 3 – 34 referto | Osos de Rivas | Complejo Deportivo Las Mestas |

| Murcia 5 marzo 2022, ore 17:00 | Murcia Cobras | 22 – 30 referto | Las Rozas Black Demons | Estadio José Barnés |

| Sa Vileta-Son Rapinya 6 marzo 2022, ore 12:00 | Mallorca Voltors | 19 – 48 referto | Zaragoza Hurricanes | Polideportivo Municipal de Son Moix |

| Badalona 6 marzo 2022, ore 13:00 | Badalona Dracs | 54 – 14 referto | L'Hospitalet Pioners | Camp Municipal de Montigalà |

#### 7ª giornata
| Rivas-Vaciamadrid 19 marzo 2022, ore 15:00 | Osos de Rivas | 36 – 12 referto | Las Rozas Black Demons | Polideportivo Cerro del Telégrafo |

| L'Hospitalet de Llobregat 20 marzo 2022, ore 15:00 | L'Hospitalet Pioners | 23 – 22 referto | Zaragoza Hurricanes | Stadio de la Feixa Llarga |

| Barberà del Vallès 19 marzo 2022, ore 16:00 | Barberá Rookies | 19 – 26 referto | Mallorca Voltors | Instal·lacions de Can Llobet |

| Fuengirola 20 marzo 2022, ore 12:00 | Fuengirola Potros | 18 – 14 referto | Murcia Cobras | Polideportivo Elola |

#### 8ª giornata
| Rivas-Vaciamadrid 26 marzo 2022, ore 15:00 | Osos de Rivas | 34 – 6 referto | Fuengirola Potros | Polideportivo Cerro del Telégrafo |

| L'Hospitalet de Llobregat 27 marzo 2022, ore 15:30 | L'Hospitalet Pioners | 7 – 30 referto | Barberá Rookies | Stadio de la Feixa Llarga |

| Las Rozas de Madrid 26 marzo 2022, ore 17:00 | Las Rozas Black Demons | 49 – 14 referto | Gijón Mariners | Campo de Rugby El Cantizal |

| Saragozza 27 marzo 2022, ore 12:00 | Zaragoza Hurricanes | 28 – 42 referto | Badalona Dracs | CDM David Cañada |

#### Anticipi 1
| Badalona 3 aprile 2022, ore 11:30 | Badalona Dracs | 37 – 21 referto | Mallorca Voltors | Camp Municipal de Montigalà |

#### 9ª giornata
| Murcia 9 aprile 2022, ore 17:00 | Murcia Cobras | 25 – 30 referto | Osos de Rivas | Estadio José Barnés |

| Gijón 9 aprile 2022, ore 17:00 | Gijón Mariners | 55 – 12 referto | Fuengirola Potros | Complejo Deportivo Las Mestas |

| Badalona 10 aprile 2022, ore 11:30 | Badalona Dracs | 7 – 21 referto | Barberá Rookies | Camp Municipal de Montigalà |

| Sa Vileta-Son Rapinya 10 aprile 2022, ore 12:00 | Mallorca Voltors | 31 – 7 referto | L'Hospitalet Pioners | Polideportivo Municipal de Son Moix |

#### 10ª giornata
| Gijón 24 aprile 2022, ore 12:00 | Gijón Mariners | 1 – 0 (a tavolino) referto | Murcia Cobras | Complejo Deportivo Las Mestas |

| Fuengirola 24 aprile 2022, ore 12:00 | Fuengirola Potros | 0 – 26 referto | Las Rozas Black Demons | Polideportivo Elola |

| Barberà del Vallès 24 aprile 2022, ore 12:00 | Barberá Rookies | 36 – 13 referto | Zaragoza Hurricanes | Instal·lacions de Can Llobet |

### Classifiche
Le classifiche della regular season sono le seguenti:
- PCT = percentuale di vittorie, G = partite giocate, V = partite vinte,  P = partite perse, PF = punti fatti, PS = punti subiti

#### Girone Ovest
| Pos. | Squadra                | PCT   | G | V | N | P | PF  | PS  |
| ---- | ---------------------- | ----- | - | - | - | - | --- | --- |
| 1    | Osos de Rivas          | 1.000 | 8 | 8 | 0 | 0 | 260 | 76  |
| 2    | Las Rozas Black Demons | .625  | 8 | 5 | 0 | 3 | 240 | 121 |
| 3    | Gijón Mariners         | .500  | 8 | 4 | 0 | 4 | 142 | 221 |
| 4    | Murcia Cobras          | .250  | 8 | 2 | 0 | 6 | 141 | 160 |
| 5    | Fuengirola Potros      | .125  | 8 | 1 | 0 | 7 | 90  | 295 |

#### Girone Est
| Pos. | Squadra              | PCT  | G | V | N | P | PF  | PS  |
| ---- | -------------------- | ---- | - | - | - | - | --- | --- |
| 1    | Barberá Rookies      | .875 | 8 | 7 | 0 | 1 | 299 | 100 |
| 2    | Badalona Dracs       | .750 | 8 | 6 | 0 | 2 | 292 | 142 |
| 3    | Mallorca Voltors     | .375 | 8 | 3 | 0 | 5 | 173 | 237 |
| 4    | Zaragoza Hurricanes  | .250 | 8 | 2 | 0 | 6 | 213 | 308 |
| 5    | L'Hospitalet Pioners | .250 | 8 | 2 | 0 | 6 | 134 | 324 |

## Playoff

### Tabellone
|  | Semifinali | Semifinali             | Semifinali |                        |    | XXVIII Spanish Bowl | XXVIII Spanish Bowl | XXVIII Spanish Bowl |  |
|  |            |                        |            |                        |    |                     |                     |                     |  |
|  | 1O         | Osos de Rivas          | 39         |                        |    |                     |                     |                     |  |
|  | 1O         | Osos de Rivas          | 39         |                        |    |                     |                     |                     |  |
|  | 2E         | Badalona Dracs         | 7          |                        |    |                     |                     |                     |  |
|  | 2E         | Badalona Dracs         | 7          |                        | 1O | Osos de Rivas       | 28                  |                     |  |
|  |            |                        |            |                        | 1O | Osos de Rivas       | 28                  |                     |  |
|  |            |                        | 2O         | Las Rozas Black Demons | 12 |                     |                     |                     |  |
|  | 1E         | Barberá Rookies        | 2O         | Las Rozas Black Demons | 12 | 14                  |                     |                     |  |
|  | 1E         | Barberá Rookies        |            |                        |    |                     |                     |                     |  |
|  | 2O         | Las Rozas Black Demons | 37         |                        |    |                     |                     |                     |  |

### Semifinali
| 7 maggio 2022 | Osos de Rivas | 39 – 7 | Badalona Dracs |  |

| 7 maggio 2022 | Barberá Rookies | 14 – 37 | Las Rozas Black Demons |  |

### XXVIII Spanish Bowl
| 21 maggio 2022 | Osos de Rivas | 28 – 12 | Las Rozas Black Demons |  |

## Verdetti
- Osos de Rivas Campioni della Spagna 2022